# ٮ
Le bāʾ sans point est une lettre de l’alphabet arabe qui était utilisée en ancien arabe. Elle est la forme archaïque commune du bāʾ ‹ ب ›, du tāʾ ‹ ت ›, du ṯāʾ ‹ ث › et du nūn ‹ ن › utilisée dans le style d’écriture rasm.